# 中国人民政治协商会议第一届全体会议

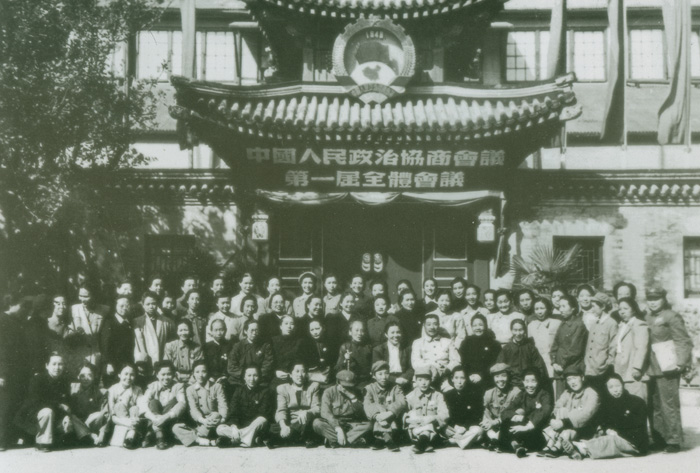
中国人民政治协商会议第一届全体会议女代表合影

中國人民政治協商會議第一屆全體會議于1949年9月21日至30日，在中国共产党控制下的华北人民政府北平市中南海怀仁堂召開，為中华人民共和国的成立作了準備。
9月21日，毛澤東在開幕詞中宣佈“中华人民共和国成立了”，“中國人民從此站起來了”。9月29日，全会通过相当于中华人民共和国临时宪法的《中国人民政治协商会议共同纲领》。9月30日，全会选举产生中华人民共和国中央人民政府委员会组成人员，毛泽东当选中央人民政府主席。

## 代表

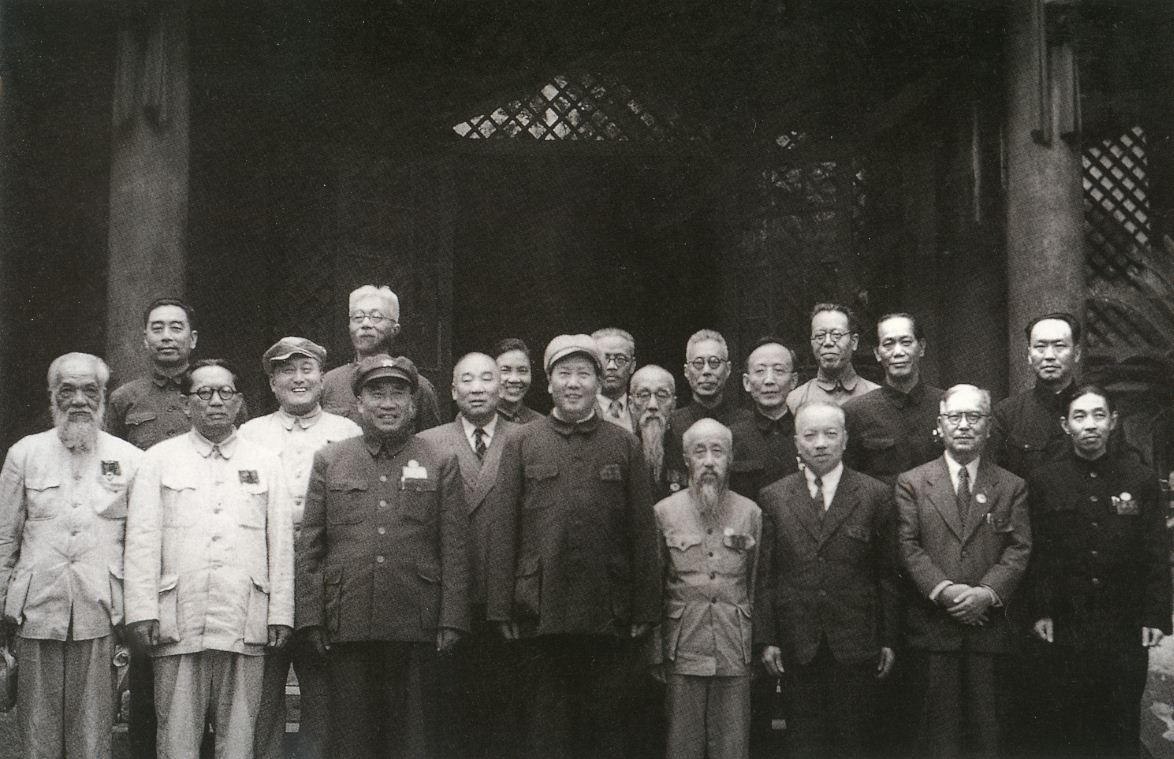
1949年新政治协商会议筹备会常务委员合影

會議代表共662人，其中團體代表235人、區域代表116人、黨派代表165人、人民解放軍代表71人、特别邀請人士75人。

## 议程

### 开幕开国
統稱為「开国盛典」。9月21日，毛泽东致开幕词：“我們團結起來，以人民解放戰爭和人民大革命打倒了內外壓迫者，宣布中華人民共和國的成立了。”“佔人類總數四分之一的中國人民從此站起來了。”
22日，《人民日报》发表社论《旧中国灭亡了，新中国诞生了》。

### 立法制宪
9月27日，全会通過《中國人民政治協商會議組織法》、《中華人民共和國中央人民政府組織法》。
9月27日，全会通过《關於中華人民共和國國都、紀年、國歌、國旗的決議》，決定以北平為首都，改名北京；以《義勇軍進行曲》為代國歌；以五星紅旗為國旗。
9月29日，全会通過了效力为臨時憲法的《中國人民政治協商會議共同綱領》。

### 选举政府
9月30日下午，全会选举产生中央人民政府委员会组成人员，毛泽东当选中央人民政府主席。
| 候選人           | 候選人 | 政黨 | 政黨       | 得票 | 得票   | 當選 |
| ---------------- | ------ | ---- | ---------- | ---- | ------ | ---- |
| 候選人           | 候選人 | 政黨 | 政黨       | 票數 | 得票率 | 當選 |
| 中央人民政府主席 | 毛泽东 |      | 中國共產黨 | 575  | 99.83% | 當選 |